# Unicornio (baloncesto)
Un Unicornio en baloncesto es un jugador alto (de más de siete pies o 213 centímetros) que posee las habilidades de manejo de balón, visión de juego y tiro que suelen estar asociadas a jugadores de menor altura.
Tiene un físico específico: altos y delgados lo que les permite moverse con la velocidad y agilidad suficiente como para poder ejercer funciones de base. Además poseen una gran envergadura lo que les permite capturar rebotes, taponar tiros e intimidar a los rivales.
Algunos ejemplos de unicornios en baloncesto son Kristaps Porziņģis, Victor Wembanyama o Chet Holmgren.

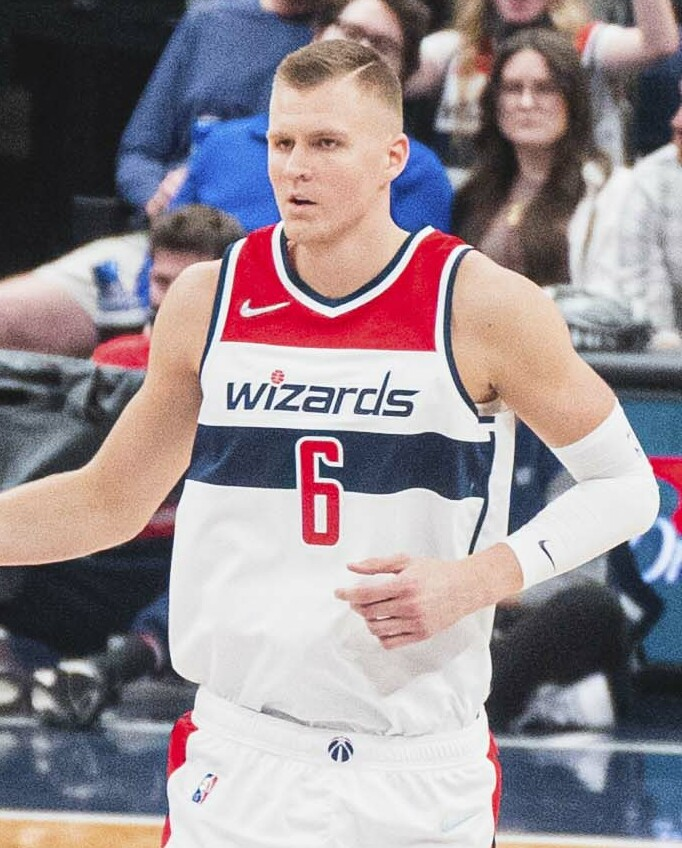
Kristaps Porziņģis

## Origen del término
La primera vez que se usó el término unicornio para referirse a un jugador de baloncesto fue en enero de 2015 cuando Kevin Durant habló de esta manera sobre Porziņģis:
Él puede lanzar, puede tomar las decisiones correctas, puede defender y es un jugador de siete pies que puede lanzar incluso desde la línea de tres puntos. Eso es algo raro. Y taponar tiros, eso es como un unicornio en esta liga.
Durant quiso dar a entender que un jugador con todas esas habilidades era muy extraño, tanto como un unicornio.